# Сусени Сочету (Дамбовица)
Сусени Сочету (рум. Suseni Socetu) насеље је у Румунији у округу Дамбовица у општини Билчурешти. Oпштина се налази на надморској висини од 148 m.

## Становништво
Према подацима из 2002. године у насељу је живело 1084 становника, од којих су сви румунске националности.